# Chalación
Un chalación (también, calacio o lipogranuloma de glándula de Meibomio) es un quiste en el párpado causado por la inflamación y obstrucción de una glándula sebácea, sea  de Meibomio o de Zeis, localizada cerca de las pestañas, por lo general en el párpado superior. Un chalación se distingue de un orzuelo en que no suelen ser tan dolorosos, tienden a ser de mayor tamaño y no suelen verse acompañados por signos de flogosis, el calor despedido por la inflamación. Un chalación eventualmente desaparece al cabo de pocos meses. Las infecciones agudas suelen tratarse con compresas calientes para limitar su localización y facilitar su drenaje. Un chalación crónico suele tratarse con drenaje quirúrgico o inyección intralesionar de corticoesteroides.